# Lijst van muziektermen
Dit is een lijst van termen die in de muziek gebruikelijk zijn. Tussen haakjes staan voorkomende afkortingen en/of notaties.

## A
- A capella (a.c. - a capp.), zang zonder instrumentale begeleiding
- Aanslag of het toucher, de kenmerkende aanraking van toetsen door een bespeler
- Aanzet, de kenmerkende wijze waarop een hoorbaar geluid begint
- Accelerando (acc. - accel.), een aanduiding voor versnelling van het tempo
- Accent
- Aanzet en compressie
- Acciaccatura
- Accompagnato (accomp.)
- Accordeon
- Adagio
- Ad libitum (ad lib)
- Aerofoon, een muziekinstrument dat geluid voortbrengt door een luchtstroom
- Akkoord
- Akkoordenschema
- Akkoordomkering
- Akoestiek
- Allegro
- Allegro vivace
- Allemande
- Alt
- Alteratie
- Altsleutel
- A-majeur
- a-mineur
- Ambitus
- Anacrouse
- Antifoon of beurtzang, een vers gezongen als inleiding of afsluiting van een psalm
- Antimetrische figuur
- Arrangement (arr.)
- Arrangeur (arr.)
- A tempo
- Attack
- Appoggiatura (app. - appogg.)
- Apotome
- Arpeggio (arp. - arpegg. - )
- Aria
- Arrangement
- Articulatie
- assai, zeer, een versterkende toevoeging aan een tempo-aanduiding
- Atonaliteit
- Aubade

## B
- B-majeur
- b-mineur
- Ballade
- Ballet
- Band
- Bariton
- Bas
- Bassetklarinet, de tenor-uitvoering van een klarinet
- Bassleutel
- Basso continuo (b.c.)
- Basso profundo, een diepe bas
- Beiaard
- Belcanto
- Beurtzang
- Bitonaliteit
- Blaasorkest
- Bluegrass
- (a) Bocca chiusa, neuriën, letterlijk: met gesloten mond
- Bongo, een slaginstrument
- Bourdon
- Bourree
- Boventoonzang
- Brassband
- Brevis
- Brio
- Büchel, een blaasintrument, i.c. een houten Zwitserse alpenhoorn
- Buisklok
- Bach-Werke-Verzeichnis (BWV)

## C
- Cadens
- Calypso
- Canon
- Cantate
- Cantilene
- Castagnetten, een slagwerkinstrument in de vorm van een paar holle hardhouten schelpen aan één kant verbonden met een koordje
- Castraat, mannelijke zanger met een sopraan- of alttessituur, veroorzaakt door castratie
- Celesta, ook: celeste
- Celloconcert
- Cent
- Cesuur
- Chanson
- Chansonnier, chansonnière
- Chapman Stick
- Charleston
- Choral Evensong, een gezongen kerkdienst in de namiddag
- Chordofoon
- Chromatiek
- Chromatische toonladder
- Citer
- Cluster
- C-majeur
- c-mineur
- Coda
- Colofonium
- Coloratuur
- Coloratuursopraan, een bijzonder beweeglijke en hoge sopraan
- Comes
- Componist
- Compositie
- Con brio, levendig
- Con moto, met beweging
- Con ottava bassa (8va (basso) - 8vb)
- Concert
- Concertino
- Concertmeester
- Concerto
- Concerto grosso
- Conga
- Consonantie
- Continuo
- Contra basso
- Contrapunt
- Contratenor, een zanger die zingt in het altregister door gebruik te maken van de falset
- Contretemps
- Countertenor
- Courante
- Crescendo (cresc. - )

## D
- Da capo (D.C.)
- Dal segno (D.S. - )
- Dansmuziek
- Decime
- Decrescendo (decresc. - )
- Des-majeur
- Diatoniek
- Didgeridoo, een blaasinstrument, oorspronkelijk uit Noord-Australië
- Diminuendo (dim. - )
- Dirigent
- dis-mineur
- Disklavier
- Dissonantie
- Divertimento
- D-majeur
- d-mineur
- Do
- Doedelzak, een blaasinstrument
- Dolce, een aanwijzing voor de speelwijze
- Doloroso
- Dominant (V)
- Dominant septiemakkoord
- Doorslaande tong of vrij riet
- Draailier, een type mechanische viool
- Drumband
- Drumfanfare
- Dubbelslag ()
- Drumstel
- Duet, een muziekstuk voor twee muzikanten of twee zangers
- Duo, een tweetal samenspelende muzikanten of zangers 
  - pianoduo, twee samen musicerende pianisten, elk op een eigen instrument
  - gitaarduo, twee samen musicerende gitaarspelers
  - klarinetduo, twee samen musicerende klarinettisten
- Duodecime
- Dux

## E
- Ensemble
- Espirando

## F
- Fanfare
- Fermate ()
- Filharmonie, ook philharmonie
- Fine ( fin )
- Flam, een type snaredrumrudiment waarbij de ene stok iets eerder het vel raakt dan de andere, ook wel flamslag.
- Flageolet ( flag. )
- Foekepot of rommelpot, een membranofoon en een oud volksmuziekinstrument
- Forte ()
- Fortissimo ()
- Fortissimo possibile ( fff - ff poss. )
- Forzato ( fz ), ook: sforzato ( sfz )
- Fret, een voorziening op de hals van sommige snaarinstrumenten
- Fuga, een meerstemmige en herhalende muziekvorm

## G
- Gestemd slagwerk, slaginstrumenten waarop melodieën kunnen worden gespeeld, doordat ze over verschillende tonen beschikken
- Giga
- Gigue
- Glissando (gliss. - )
- Grafische partituur
- Gran cassa, een slagwerk, een trom van circa 70 tot 100 cm doorsnede en circa 40 tot 50 cm hoog
- Grondtoon, eerste toon van een toonladder of hoofdtoon van een akkoord
- Grote trom of Turkse trom, een slagwerk, een trom van circa 70 tot 100 cm doorsnede en circa 40 tot 50 cm hoog

## H
- Hammondorgel
- Harmonieleer
- Harmonieorkest
- Homofoon

## I
- Instrument
- Interludium of interlude, een instrumentaal tussenspel
- Interval
- IVC, International Vocal Competition, Internationaal Vocalisten Concours

## K
- Kazoe of kazoo, een type mirliton, een pijpje met een papieren membraan
- Kelstone, een elektrische zither
- Keyboard
- Klank
- Klankkast
- Klankschaal
- Klarinet, een enkelriet-blaasinstrument
- Klavecimbel
- Klavier
- Klavierinstrument, synoniem van toetsinstrument
- Kleine trom, ook: snaredrum
- Koor van snaren, een groep gelijkgestemde snaren in een muziekinstrument
- Kwart
- Kwartet
- Kwint
- Kwintet
- Kornet
- Koraal

## L
- Lacrimosa
- Largo
- Leidmotief
- Libretto
- Luthéal, een vleugel die zodanig is geprepareerd dat de klankkleur kan worden aangepast

## M
- Majeur (maj. - M)
- Marimba, een idiofoon melodisch slaginstrument
- Membranofoon, een muziekinstrument waarbij het geluid wordt geproduceerd door een gespannen vel (membraan) in trilling te brengen
- meno (minder), een toevoeging aan een tempo-aanduiding
- Mezzoforte ()
- Mezzopiano ()
- Mineur (min. - mi.), ook klein, kleine terts of moll, benaming van een toonsoort
- Mirliton, een membranofoon blaasinstrument
- moderato (gematigd), een toevoeging aan een tempo-aanduiding
- Modulatie, de verandering van toonsoort
- molto (zeer), een toevoeging aan een tempo-aanduiding
- Mordent ()
- mosso (levendig, bewogen), een toevoeging aan een tempo-aanduiding
- Muze
- Muziek
- Muziekalbum
- Muziekcassette
- Muziekdownload
- Muziekgroep
- Muziekinstrument
- Muzieknotatie
- Muzieknotatiesoftware
- Muziekpedagoog
- Muziekprijs
- Muziekproducent
- Muziektheorie
- Muziektheater

## N
- Neuriën, zingen met gesloten mond, waarbij het geluid door de neus wordt hoorbaar gemaakt
- Niente, een aanwijzing om een passage "onhoorbaar zacht" te spelen; genoteerd als (n)
- Nonet, een ensemble van negen muziekinstrumenten of een daarvoor geschreven compositie
- Notatie, een systeem om muziek met tekens op papier of op beeldscherm leesbaar te maken
- Notenschrift, synoniem van (muziek)notatie
- Novelty, amusementsmuziek waarbij de nadruk ligt op humor en merkwaardigheid

## O
- Octaaf
- Octet
- Oed, ook geschreven: ud of oud
- Ondes
- Ondes-Martenot
- Opmaat
- Oratorium
- Organistrum, een type gemechaniseerde viool, een vroege versie van een draailier
- Orgel
  - Hammondorgel
  - Pijporgel
- Orgelpunt
- Orkestratie
- Ostinato (ost. - ostin.)
- Ouverture, een instrumentaal muziekstuk aan het begin van een uitvoering

## P
- Partij, het aandeel van één of meer instrumenten of zangstemmen in de partituur van een muziekstuk
- Partituur
- Parafrase
- Pedaal (ped. -  - )
- Pentatoniek, toepassing van een toonreeks bestaande uit vijf tonen
- Percussie, slaginstrument of percussie-instrument
- Philharmonie, ook filharmonie
- Piano (dynamiek) ()
- Piano, een slagsnaarinstrument met een klavier
- Pianissimo  ()
- Pianissimo possibile (ppp - pp poss.)
- Pizzicato (pizz. - )
- Praller of pralltriller ()
- Prelude, ook: preludium (voorspel)
- Presto

## Q
- Quatre-mains, ("vier handen"), het bespelen van één piano door twee spelers

## R
- Rallentando (ral. - rall. - rallent.), een aanduiding voor geleidelijke vertaging van het tempo (synoniemen : ritardando, slentando)
- Register, een serie pijpen (bij een orgel) of toonhoogten (bij de menselijke stem) met dezelfde klankkleur
  - Orgelregister, een serie orgelpijpen met dezelfde klankkleur
    - Register, benaming van de registerknop, registertrekker of registertuimelaar van een orgel

  - Stemregister, een serie toonhoogten in de menselijke stem met dezelfde klankkleur
- Resonantievel, het ondervel van een trom
- Riff, een ritmisch basispatroon
- Ritenuto (rit.)
- Ritardando (ritard.), een aanduiding voor geleidelijke vertaging van het tempo (synoniemen : ritardando, slentando)
- Rock, een muziekstijl die midden twintigste eeuw ontstond in de Verenigde Staten
- Rommelpot of foekepot, een membranofoon; een oud volksmuziekinstrument
- Rondo, een oorspronkelijk middeleeuwse muziekvorm, waarin een thema steeds als een soort refrein terugkomt
- Rudiment, een basispatroon bij drummen

## S
- Scherzo
- Scherzando (scherz.)
- Septet
- Sequens (meervoud: sequenzen)
- Serenade
- Sextet
- Sforzato (sfz), ook: forzato (fz)[1]
- Sforzatissimo (sffz)
- Simile (sim. - )
- Smorzando (smorz.)
- Snaar
- Snaarinstrument of chordofoon
- Snaredrum
- Solfège
- Sostenuto (sost.)
- Staccato (stacc. - )
- Staccatissimo (staccatiss. - )
- Steeldrum
- Stehgeiger
- Stem
- Stemming
- Stretto
- Strijkkwartet (String quartet)
- Stringendo (string.)
- Subdominant (IV)
- Sustain (sust.)
- Symfonie
- Symfonieorkest

## T
- Tamboerijn
- Terts
- Tempo
- Tessituur
- Toccata
- Toetsenbord
- Tonica
- Tonaliteit
- Toonladder
- Toucher
- Tremolo (trem. - )
- Triller ()
- Trio
- Triool
- Tutti

## U
- Uilleann pipes, benaming voor de Ierse doedelzak
- un poco (een beetje), een toevoeging aan een tempo-aanduiding
- Uptempo

## V
- Variatie (var.)
- Versiering(steken)
- Vocal fry, "krakende stem", een stemtechniek
- Volksmuziek
- Voorslag

## W
- Wereldmuziek
- Westerse muziek

## Z
- Zither
- Zobo